# Gabriela Sabatini
Gabriela Beatriz Sabatini (Buenos Aires, 16. svibnja 1970.) je bivša profesionalna tenisačica iz Argentine. Jedna je od najboljih tenisačica koja je igrala od sredine 80-ih do početka 90-ih godina. Osvojila je dva Grand Slam naslova (jedan u pojedinačnoj konkurenciji, jedan u parovima), te srebrnu olimpijsku medalju u pojedinačnoj konkurenciji.
Počela je igrati tenis kao 6-godišnjakinja. Pozornost je privukla već kao juniorka. S 13 godina postaje najmlađa tenisačica koja osvaja Orange Bowl u Miamiju. Osvojila je 6 velikih juniorskih turnira uključujući i Roland Garros. 1984. godine bila je i juniorska igračica broj 1 u svijetu.
U dobi od 15 godina postala je najmlađa tenisačica koja je igrala u polufinalu Roland Garrosa, gdje je izgubila od Chris Evert. Svoju prvu titulu osvaja kasnije iste godine u Tokiju. 
1988. godine probila se u svoj prvi Grand Slam finale. Bilo je to na US Openu. U finalu ju je čekala Steffi Graf, tenisačica koja je osvojila sva 3 Grand Slam turnira odigrana te godine. Sabatini je pružila dobar otpor, ali Steffi je svejedno bila bolja s 2:1 u setovima. Sabatini je izabrana da predstavlja svoju zemlju na Olimpijskim igrama u Seoulu 1988. godine na čijem je otvorenju nosila zastavu svoje zemlje. Probila se do finala olimpijskog turnira, ali tamo ju je opet čekala Graf koja je i ovoga puta bila bolja i tako osvojila Golden Slam (sva četiri Grand Slama i Zlato na OI u istoj godini). Iste godine u paru sa Steffi Graf osvojila je turnir u Wimbledonu. Plasirala se na završni Masters i bila najbolja.
Na sljedeći Grand Slam finale čekala je do 1990. godine, gdje se susrela u finalu s Graf na US Openu. Ovog puta je Sabatini bila bolja s 2:0 i osvojila svoj prvi i jedini pojedinačni Grand Slam. Također je bila bolja od Steffi i u polufinalu završnog Mastersa, ali je ipak u finalu morala čestitati na pobjedi Jugoslavenki Moniki Seleš.
1991. godine odlično je startala. Osvojila je 5 turnira u prvih 6 mjeseci. Igrala je u finalu Wimbledona i izgubila od Steffi Graf. Odlične igre rezultiraju najboljim rankingom karijere, 3. mjestom. Bila je vrlo blizu svjetskog broja 1, ali ju je nekoliko bodova dijelilo od Steffi Graf na prvom i Monike Seleš na drugom mjestu.
Nakon što je osvojila 5 turnira u 1992. godini, došlo je do sušnog razdoblja od 29 mjeseci kada nije osvojila titulu. Crnu seriju prekinula je na završnom Mastersu 1994. godine. Prvi turnir u 1995. godini osvaja u Sydneyu, ali se kasnije ispostavilo da joj je to i posljednji osvojeni u karijeri. 

Povukla se iz svijeta tenisa u 1996. godini s 27 pojedinačnih naslova i 13 naslova u parovima, te omjerom pobjeda i poraza 632-189 (76% uspješnosti).

## Finala Grand Slama

### Dobila (1)
| Godina | Grand Slam | Suparnica u finalu | Rezultat |
| 1990.  | US Open    | Steffi Graf        | 6-2, 7-6 |

### Izgubila (2)
| Godina | Grand Slam | Suparnica u finalu | Rezultat      |
| 1988.  | US Open    | Steffi Graf        | 6-3, 3-6, 6-1 |
| 1991.  | Wimbledon  | Steffi Graf        | 6-4, 3-6, 8-6 |

## Osvojeni turniri (27)
- 1985. – Tokio (Japan Open)
- 1986. – Argentina Open
- 1987. – Brighton, Pan Pacific, Argentina Open
- 1988. – WTA Tour Championships, Boca Raton, Rim, Canadian Open
- 1989. – Miami, Amelia Island, Rim, Filderstadt
- 1990. – US Open, Boca Raton
- 1991. – Pan Pacific, Boca Raton, Hilton Head, Amelia Island, Rim
- 1992. – Sydney, Pan Pacific, Hilton Head, Amelia Island, Rim
- 1994. – WTA Tour Championships
- 1995. – Sydney

## Vanjske poveznice
- WTA profil  Arhivirana inačica izvorne stranice od 26. svibnja 2007. (Wayback Machine)